# Bruma (futebolista)
Armindo Tué Na Bangna, mais conhecido como Bruma (Bissau, 24 de outubro de 1994) é um futebolista guineense naturalizado português que atua como extremo. Joga atualmente pelo Benfica.

## Clubes

### Sporting
Chegou ao Sporting Clube de Portugal aos treze anos de idade em 2007 onde galgou todas as categorias inferiores até o Sporting B em 2012, e a equipa principal em 2013.
No início da temporada de 2013 Bruma não se reapresentou ao clube por orientação dos seus representantes. Estes afirmavam que o seu vínculo com o Sporting se encerrara. O clube, por sua vez, afirmou que seu contrato terminaria em 2014, argumento que foi aceite pela Comissão Arbitral Paritária.
Bruma foi alçado ao time principal do Sporting pelo treinador Jesualdo Ferreira, e com ele fizera sua estreia na 18ª rodada contra o Marítimo. Na partida seguinte, contra o Gil Vicente, marcou seu primeiro gol pelo clube verde após receber um passe de André Carrillo. Mantendo a boa fase, conseguiu dar uma assistência para Ricky van Wolfswinkel abrir o placar em uma derrota por 3–1 contra o Estoril Praia em seu terceiro jogo.
Armindo conseguiu uma boa temporada inicial junto ao Sporting. O jovem foi sumariamente titular nas partidas e concluiu sua primeira época com um gol e três assistências em 13 partidas.

### Galatasaray
Em 3 de setembro de 2013 Bruma é anunciado oficialmente contratado pelo Galatasaray da Turquia com um vínculo de cinco anos, por 10 milhões de euros.
Na Turquia, o jogador tivera um início difícil. Em sua primeira época, o jogador tivera dificuldades em encontrar boas performances e não marcou nenhum gol na Süper Lig de 2013–14. Apesar de não ter se firmado na equipe de Fatih Terim, o jogador tivera três assistências – sendo uma delas para Didier Drogba abrir o placar em um clássico diante o Beşiktaş. Seu único gol ocorreu na Copa da Turquia, onde estufou as redes do Balikesirspor na goleada por 4–0.

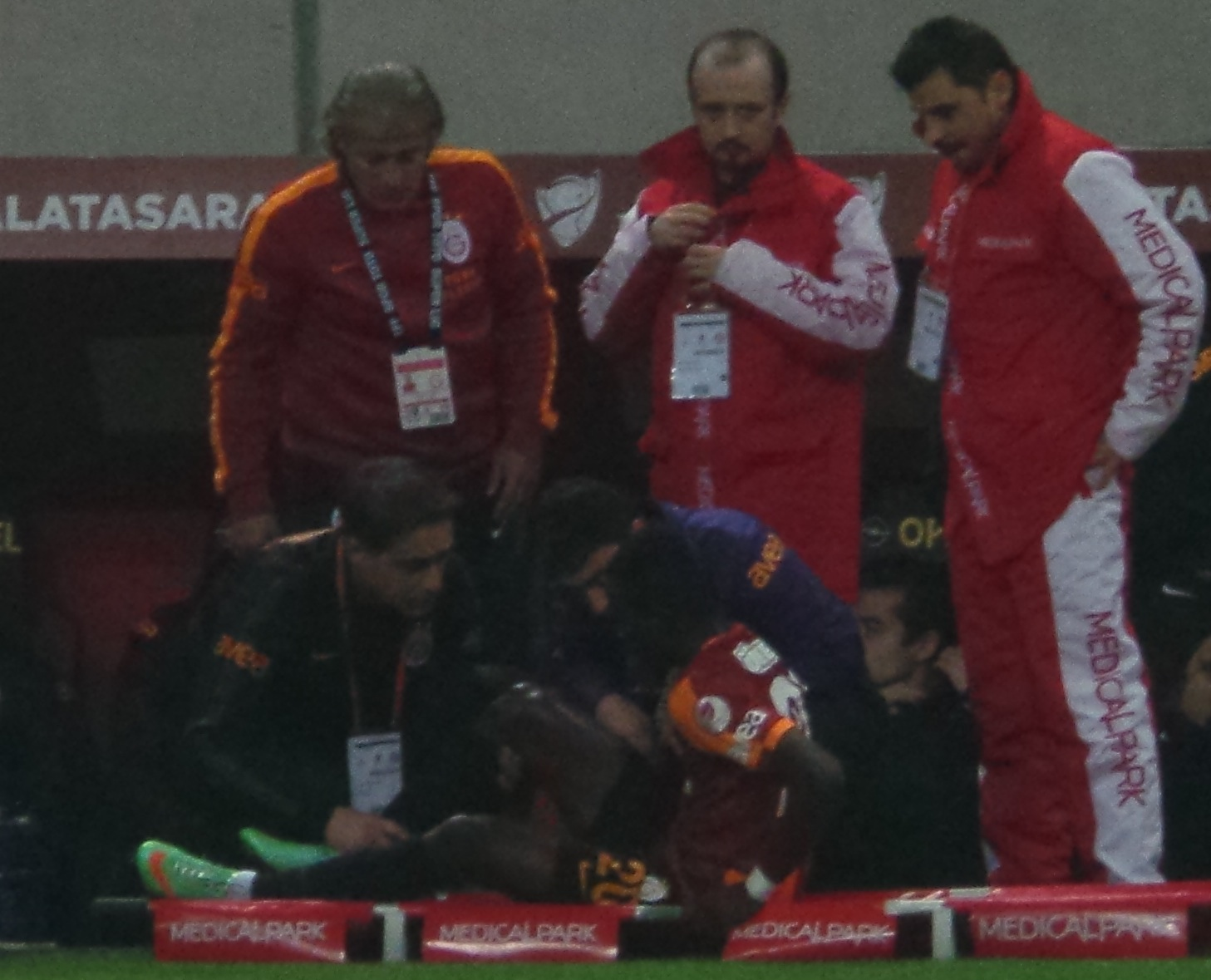
Bruma sendo tratado após uma lesão no joelho.

Sem títulos, Bruma ficou de fora do restante da temporada por conta de uma grave lesão no seu joelho, algo que lhe impediu ainda mais de conquistar algum espaço na equipe turca.
Desse modo, a equipe, assim que Bruma se recuperou, tratou de emprestá-lo ao Gaziantepspor para que o português conseguisse alguma minutagem, contudo ele jamais chegou a estrear pelo time turco e só voltou aos gramados na temporada posterior pelo Galatasaray – pois a equipe havia atingido o limite de estrangeiros em seu elenco.

O jogador voltou a campo pela Süper Lig de 2014–15 depois de perder a Supercopa da Turquia para o Fenerbahçe nas penalidades cinco dias antes. Com algumas alterações na equipe, incluindo a chegada do novo treinador, Cesare Prandelli, o atleta iniciou sua nova época dando uma assistência na vitória da sua equipe diante o Bursaspor por 2–0. O italiano havia feito uma mudança na formação tática do time e isso parecia beneficiar o português, mas o comandante logo deixou de ter Armindo no esquadrão e ele tivera de aguardar alguma oportunidade na Liga sendo essencialmente suplente. Em novembro, após resultados negativos, os turcos optaram por demitir o treinador. E foi com Hamza Hamzaoğlu, após uma breve passagem de Taffarel no comando interino, que o ex-Sporting finalmente pudera aproveitar de uma significativa sequência.

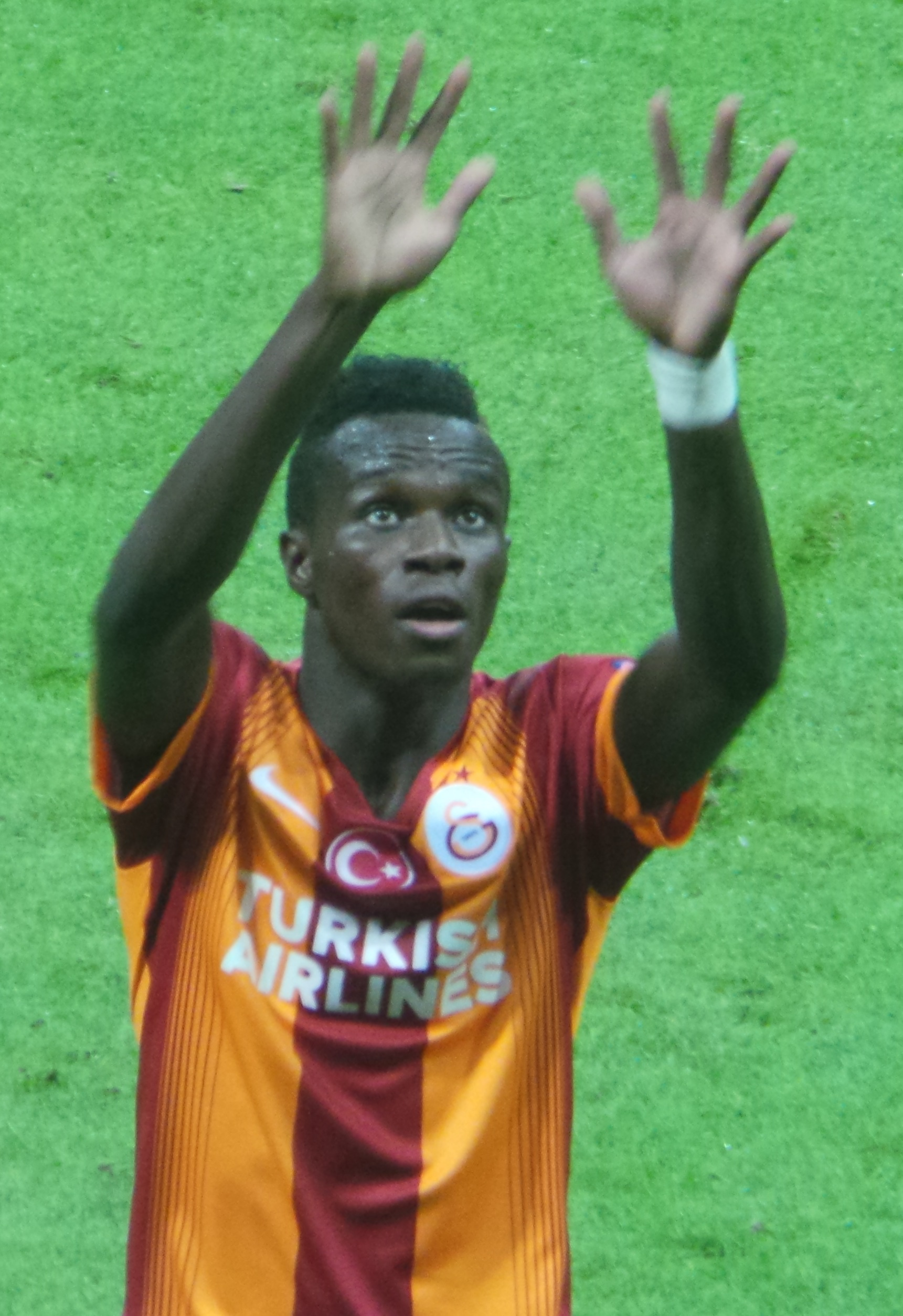
Bruma pelo Galatasaray em 2014.

Bruma finalmente pôde comemorar um gol na Liga Turca sob o comando de Hamza. Na ocasião, recebeu um passe de Wesley Sneijder para fechar o placar em 2–0 diante o Çaykur Rizespor na 17ª rodada. Ainda com ele no comando, também conseguiu balançar as redes na Copa da Turquia mais duas vezes; a primeira em sua estreia contra o Eskisehirspor; e a última em sua terceira rodada diante o Diyarbakırspor. Em ambas as competições, o treinador conseguiu diversas boas performances coletivas e o time sagrou-se campeão delas. Armindo, porém, não disputou as duas últimas partidas de Copa por opção de Hamzaoğlu. O mesmo aconteceu no jogo do título da Liga Turca.
Mesmo tendo sido mais utilizado por Hamza, o jogador não conseguiu números expressivos. Com somente três gols na época, a equipe turca estava disposta a ceder o atleta para uma nova equipe. Desse modo, abdicou sua permanência no país e rumou à Espanha para jogar a La Liga.

### Real Sociedad (empréstimo)
Foi emprestado ao Real Sociedad para a época 2015–16.
Na Espanha, o jogador tivera um novo desempenho modesto. Em 33 partidas, comemorou três vezes ao marcar gols diante o Real Madrid e o Rayo Vallecano, em sequência, na La Liga; e ao estufar as redes do Las Palmas pela Copa do Rei. Todavia, o time não conseguiu ficar próximo de nenhuma conquista coletiva e, mesmo com Bruma sendo regularmente utilizado na equipe, deixou a Real Sociedad para sacramentar o retorno ao Futebol Turco.

### Galatasaray (retorno)
Quando voltou ao futebol turco, Bruma estreou participando do primeiro título da equipe na temporada. Jogando os 90 minutos, o português viu sua equipe derrotar o Beşiktaş nas penalidades e levantar a taça da Supercopa Turca de 2016. Posteriormente, foi utilizado frequentemente por Jan Olde Riekerink e tornou-se um proeminente atacante. Sob o comando do neerlandês, Armindo tivera suas melhores performances e marcou sete gols em 20 jogos de Liga. Contudo, a diretoria não se agradou dos resultados do time, que sequer possuía vaga à Liga dos Campeões naquele período, e o demitiu em fevereiro de 2017.
Igor Tudor assumiu o comando da equipe e o Galatasaray concluiu sua época na quarta colocação. A chegada do croata na equipe fez com que o português diminuísse a frequência com que fizera gols, mas chegou a balançar as redes quatro vezes em 11 jogos – incluindo um doblete diante o Bursaspor.
Bruma terminou a temporada com 11 gols e nove assistências pela equipe turca. Tamanho destaque fez com que outros times buscassem tirar o atacante da equipe antes mesmo do fim da temporada, todavia foi só ao final dela que o português deu seu adeus definitivo ao Galatasaray.

### RB Leipzig

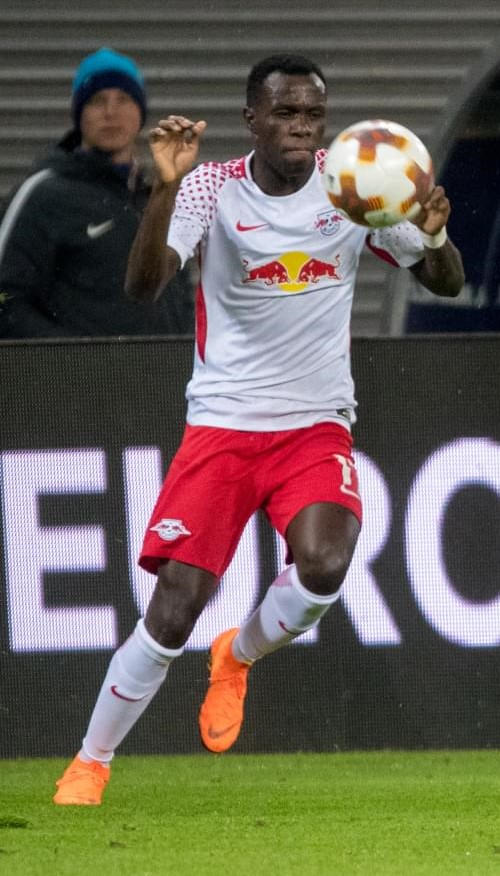
Bruma em campo pelo Leipzig.

No dia 4 de junho de 2017, Bruma assinou por cinco épocas com o RasenBallsport Leipzig.
Na Alemanha, o português tivera muita dificuldade em praticar o positivo desempenho de outrora. Na sua época inicial, ele rapidamente aplicou um gol diante o Sport-Club Freiburg na segunda partida da Bundesliga. Todavia passou por um forte período de jejum de gols no Campeonato Alemão e só voltou a estufar as redes na 18ª rodada, quando marcou na vitória diante o Schalke 04.
No ano inicial, o atleta tivera alguns momentos positivos – chegando até mesmo a estrear pela Seleção Portuguesa – como quando marcou em três oportunidades pela Liga Europa que os alemães chegaram à semifinal, mas foi um atacante com oscilações apesar da frequência no time titular. Desse modo, concluiu a temporada com 7 gols em 40 jogos, mas viu Ralf Rangnick assumir uma formação diferente como novo treinador do clube, substituindo Ralph Hasenhüttl.
Ralf apostou em uma formação que pouco privilegiava os pontas, a posição de Bruma. Desse modo, não conseguindo se adaptar ao esquema tático de meio-campistas e apenas dois atacantes, o português deixou de ser utilizado com a mesma frequência e fizera somente três gols em 27 partidas pela equipe. Em seu retorno, Rangnick fez com que a equipe rumasse à final da Copa da Alemanha de Futebol de 2018–19, mas Armindo não participou dos dois últimos jogos – principalmente devido a uma lesão adquirida na reta final da campanha – e viu a equipe ficar com o vice-campeonato após perderem para o FC Bayern München.
Depois dessa temporada com menor minutagem, Bruma foi vinculado fortemente ao Porto. Seu retorno ao futebol português parecia iminente, mas a rota foi desviada assim que o PSV entrou nas negociações e selou uma ida ao jogador à Eredivisie.

### PSV
Motivado a "seguir os passos de Ronaldo e Romário", Bruma assinou com o PSV por cinco temporadas. A negociação girou em torno de 12 milhões de euros.
Bruma tivera uma tímida passagem na Eredivisie de 2019–20, apesar de um bom começo onde foi eleito o Jogador do Mês de Agosto. De 26 partidas possíveis, o português esteve em campo em 18 e lá marcou três vezes. Por conta da Pandemia de COVID-19 nos Países Baixos, a competição teve de ser cancelada antes mesmo de ser concluída. Dessa forma, o jogador não chegou a ter a possibilidade de brigar por um título nacional.
A equipe foi eliminada em duas partidas na Copa dos Países Baixos e nos Play-offs da Liga dos Campeões. Nesse trajeto, Bruma fizera somente gols na última competição, tendo estufado as redes do FC Basel, mas sem contribuir com uma classificação dos neerlandeses. Desse modo, o PSV rumou à Liga Europa e lá saíram na Fase de Grupos sem nenhum tento do português. No começo da temporada, eles também foram derrotados pelo Ajax na final da Supercopa, onde o atleta novamente passou em branco.
Com cinco gols em 31 partidas, o PSV aceitou liberar o atleta após ele realizar somente quatro partidas da temporada 2020–21. Na negociação, os neerlandeses decidiram que o jogador sairia por um empréstimo de uma temporada.

### Olympiacos (empréstimo)
Em solo grego, ao assinar com o Olympiacos FC, o seu início foi o oposto do clube anterior. Com apenas duas partidas, o português lesionou-se em novembro de 2020 e só esteve de volta aos gramados na penúltima semana do mês seguinte. Já em seu retorno, pelo Campeonato Grego, Bruma mostrou-se recuperado e fizera um gol e uma assistência na goleada de 5–1 diante o AE Larissa FC.
Sua passagem pelo futebol da Grécia fez com que o português recuperasse seus bons momentos. Em 33 partidas, o atleta marcou nove gols e teve condições de brigar ativamente pelos dois principais títulos nacionais. Aumentando ainda mais a hegemonia do Olympiacos, Bruma esteve presente em mais um título de Liga, mas viu os companheiros serem derrotados pelo PAOK na final da Copa da Grécia.

### PSV (retorno)
Após conseguir se aproximar dos feitos de sua temporada artilheira pelo Galatasaray, Bruma retornou ao PSV e lá deu continuidade ao seu bom momento. Sob o comando de Roger Schmidt, o atacante começou a temporada marcando um gol diante o Heracles Almelo na estreia da Eredivisie logo após, sem ele em campo, o time vencer o Ajax na Supercopa.
Ao longo da época, foi destaque ao marcar sete vezes em 28 jogos de Campeonato Nacional – tendo feito seu principal jogo na jornada 12 ao fazer um doblete contra o Fortuna Sittardia Combinatie. Sob o comando do alemão, o time ficou apenas com o vice-campeonato nacional, mas chegou à final da Copa dos Países Baixos, onde Bruma fizera um gol no segundo jogo da competição, e venceram o Ajax na decisão.
Em competições internacionais, Bruma pôde comemorar gols nos Play-Offs da Liga dos Campeões, contra o Football Club Midtjylland; e na Liga Europa, diante o SK Sturm Graz. Posteriormente a equipe ainda teve a oportunidade de disputar a Liga Conferência Europa da UEFA de 2021–22, onde ele pôde dar uma assistência com menos de um minuto de jogo para Noni Madueke fechar a goleada diante o F.C. København, mas o time foi eliminado nas quartas de final para o Leicester City Football Club.
Após essa boa temporada, com 10 gols e duas assistências em 46 jogos, o português passou a ser cogitado por equipes de diferentes continentes. Antes de selar sua permanência na Europa, o atacante esteve em negociações para assinar com o Botafogo, mas uma equipe comandada por Jorge Jesus conseguiu se sobressair e obteve o jogador por um período de empréstimo.

### Fenerbahçe
Bruma assinou com o Fenerbahçe Spor Kulübü por empréstimo na temporada 2022–23. Na ocasião, a equipe era treinada por Jorge Jesus e o atleta o elogiou já em sua apresentação na Turquia. Contudo, a passagem do luso-guineense sob o comando do experiente treinador foi muito curta. O português não contava com o jogador e o excluiu da lista de inscritos para Liga Europa da UEFA e posteriormente deixou de relacioná-los aos demais jogos da Liga Turca. Assim, com apenas cinco jogos e uma assistência, Armindo decidiu deixar o país para retornar á Primeira Liga na segunda metade da época, pois o time turco, apesar de todos esses percalços, acionou a opção de compra do PSV.

### Sporting Braga

#### 2022–23
Inicialmente, Bruma assinou, em janeiro de 2023, um contrato de empréstimo até o fim da época com o Braga. Contudo, com as positivas performances em seu retorno à Portugal, a equipe decidiu por realizar uma proposta oficial pelo atacante e assim ele foi vendido em definitivo aos lusitanos.
Na época que o fez ser comprado, o jogador entrou em campo 16 vezes pela Primeira Liga de 2022–23. Nessas partidas, foi importante ao marcar quatro gols e dar outras seis assistências na campanha que deixou a equipe em 3º colocado. Sua partida mais relevante foi justamente na estreia, pois marcou dois gols na goleada por 4–1 diante o Famalicão. Ainda em solo português, o debutando do Braga não participou diretamente de tentos, mas esteve presente no vice-campeonato de sua equipe diante o Porto na Taça de Portugal de 2022–23.
Por fim, com 21 jogos, quatro gols e seis assistências, a diretoria do time decidiu por comprá-lo em definitivo do clube turco e as negociações foram seladas em 14 de junho de 2023. O acordo entre os lusitanos e os turcos foi selado pela quantia de 6,5 milhões de euros com duração até o fim da época 2026–27.

#### 2023–24
Em sua primeira época completa com o Braga, Bruma foi novamente uma peça ofensiva relevante ao time. Pela Primeira Liga de 2023–24, o atacante marcou seis vezes e uma assistência. Ao longo da época, o jogador sofreu uma lesão no joelho que o fizera perder pouco mais de um mês de jogos. Desse modo, ficou ausente de todos os jogos da Taça de Portugal de 2023–24, além da conquista da Taça da Liga.
Bruma também teve um demasiado destaque nas competições continentais daquela época. Ele começou sua trajetória fazendo quatro participações em gols nas quatro partidas de Play-offs da Liga dos Campeões. Nesse percurso, fizera três gols e foi essencial para que a equipe ganhasse vaga à Fase de Grupos. Lá, novamente mostrou-se muito eficaz e marcou dois gols nos dois primeiros jogos da competição diante o Napoli e o Union Berlin. Esse último tento contra os alemães foi destaque nos jornais esportivos de todo o mundo por conta do forte chute que o lusitano deu e que acertou as redes adversárias. Futuramente, a UEFA fez uma lista dos 10 gols mais bonitos da edição de Liga dos Campeões e o de Armindo estava entre os tentos disponíveis para votação; mas a vitória foi para Tetê e o luso-guineense sequer figurou no top-3
Com a ruim campanha dos companheiros na Fase de Grupos, os Arsenalistas rumaram à Liga Europa da UEFA de 2023–24. Após ficar de fora do jogo de ida por conta de sua lesão no joelho, Bruma retorna para a partida de volta tendo de reverter um placar de 4–2 diante o Qarabağ Futbol Klubu. Buscando classificar o esquadrão, o jogador dá duas assistências para os portugueses ampliarem o placar para 2–0, mas o time adversário marca e faz a partida ir à prorrogação. A partir disso, ele não participara mais de nenhum tento e a equipe foi eliminada, mesmo com uma vitória por 3–2, no placar agregado.
Com 38 jogos, 11 gols e sete assistências, o jogador foi uma das grandes peças ofensivas da equipe e, mesmo sem estar em campo na decisão, conseguiu conquistar o título da Taça da Liga.

#### 2024–25
Em mais um ano com os Minhotos, Bruma fizera um início de demasiado destaque e conseguiu superar sua melhor temporada na carreira até então. Com 31 partidas, o jogador conseguiu dar oito assistências e fazer 13 gols. Dessa maneira, assim que abriu a janela de transferências em janeiro de 2025, o atleta passou a ser fortemente vinculado a outras equipes de diferentes Continentes. Após dias de negociações, sua ida ao Brasil foi cancelada com a proposta do Benfica, e o português optou por continuar na Primeira Liga e assinar com os Encarnados ao meio da época.

## Selecção Nacional

### Portugal

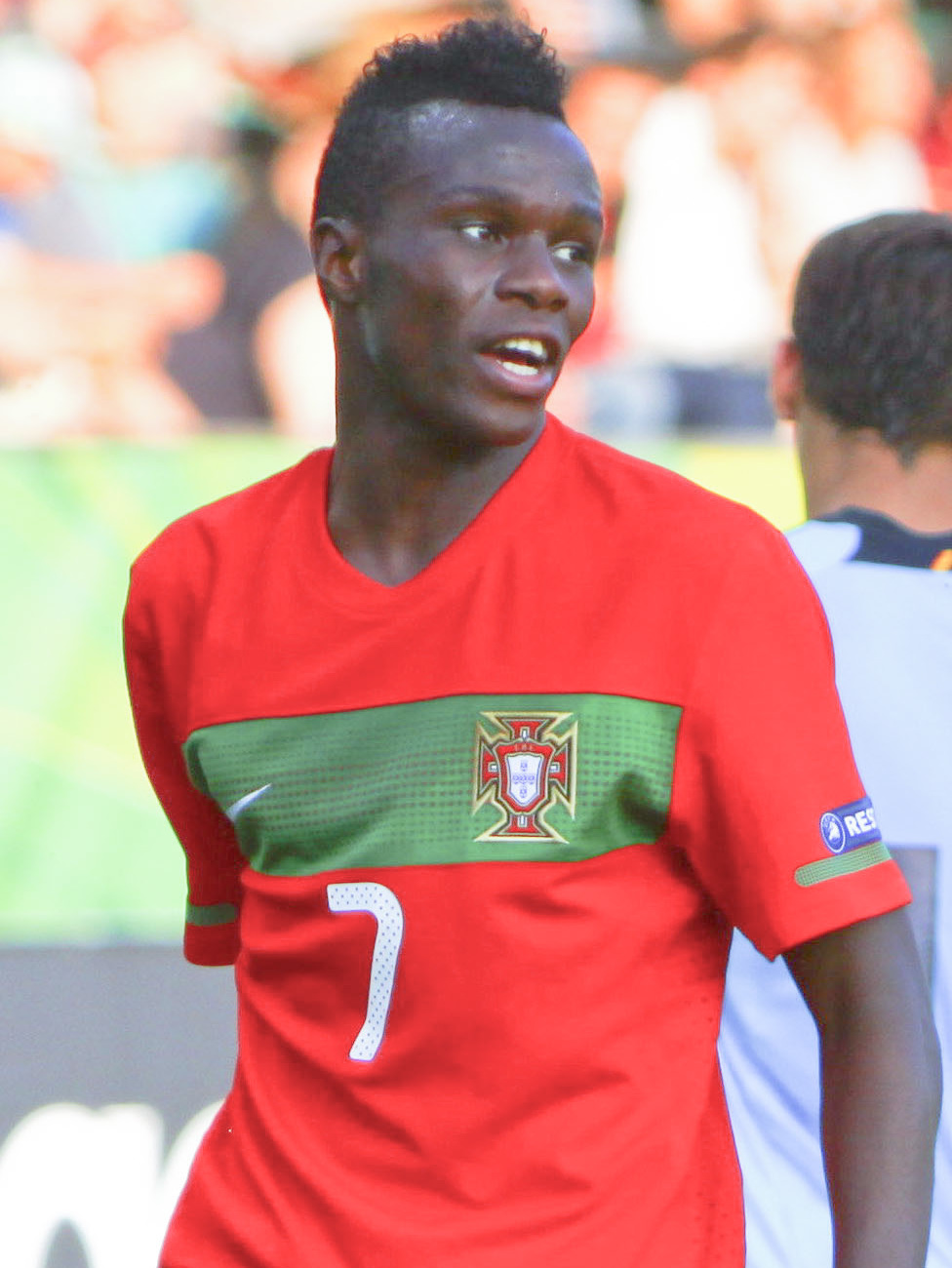
Bruma em 2012 pela Seleção Sub-19 de Portugal.

Integra desde muito jovem as categorias de base da Seleção Portuguesa. Para a seleção principal, foi convocado pela primeira vez em 11 de outubro de 2013 para a partida contra Luxemburgo pelas Eliminatórias da Copa do Mundo FIFA de 2014 - Europa (Grupo F). Apesar de ser convocado jovem, sua estreia só aconteceu em outubro de 2017, enquanto defendias as cores do RasenBallsport Leipzig. Na partida, fizera 15 minutos em um amistoso diante a Arábia Saudita. Um ano depois, marcou seu primeiro gol contra a Escócia em outro amistoso.
Apesar de ter sido chamado com certa regularidade entre os anos de 2017 à 2019, Bruma tivera momentos de baixo sucesso em seus respectivos clubes. Desse modo, ficou totalmente ausente das competições que Portugal disputou após o ano de 2019, e só voltou a ter alguma participação no elenco lusitano em 2023, na reta final das Qualificatórias à Euro 2024. Mesmo fazendo um gol em um amistoso contra a Suécia em 2024 antes da Euro, o treinador Roberto Martínez optou por colocá-lo em campo apenas uma vez naquele ano e não o convocou ao Campeonato Europeu.

## Títulos

#### Galatasaray
- Campeonato Turco: 2014–15
- Copa da Turquia: 2013–14, 2014–15
- Supercopa da Turquia: 2016

#### Olympiacos
- Campeonato Grego: 2020–21

#### PSV Eindhoven
- Supercopa dos Países Baixos: 2021
- Copa dos Países Baixos: 2021–22

#### Sporting Braga
- Taça da Liga: 2023–24

### Prêmios individuais
- Chuteira de Bronze do Campeonato Europeu Sub-21 de 2017
- Jogador do Mês da Eredivisie: Agosto de 2019, setembro de 2021
- Top 10 gols mais bonitos da Liga dos Campeões: 2023–24